# روبرتو بونینسنیا
روبرتو بونینسنیا (به ایتالیایی: Roberto Boninsegna) بازیکن فوتبال اهل ایتالیا است 

## تیم ملی
از سال ۱۹۶۷ میلادی عضو تیم ملی فوتبال ایتالیا بوده و در ۲۲ بازی ملی حضور داشته‌است. او در بازی‌های ملی‌اش ۹ گل به ثمر رساند.
روبرتو بونینسنیا آخرین بازی ملی خود را در سال ۱۹۷۴ میلادی انجام داد. او یکی از گلزنان فینال جام جهانی ۱۹۷۰ مقابل برزیل بود.